# Romanschulzia
Romanschulzia es un género de fanerógamas perteneciente a la familia Brassicaceae. Comprende 17 especies descritas y de estas, solo 7 aceptadas.

## Taxonomía
El género fue descrito por Otto Eugen Schulz  y publicado en Botanische Jahrbücher für Systematik, Pflanzengeschichte und Pflanzengeographie 66(1): 99–100. 1933. La especie tipo es: Romanschulzia orizabae (Schltdl. & Cham.) O.E. Schulz

## Especies
A continuación se brinda un listado de las especies del género Romanschulzia aceptadas hasta mayo de 2014, ordenadas alfabéticamente. Para cada una se indica el nombre binomial seguido del autor, abreviado según las convenciones y usos. 
- Romanschulzia alpina Standl. & Steyerm.
- Romanschulzia apetala Rollins
- Romanschulzia arabiformis (DC.) Rollins
- Romanschulzia costaricensis (Standl.) Rollins
- Romanschulzia guatemalensis (Standl.) Rollins
- Romanschulzia orizabae (Schltdl. & Cham.) O.E. Schulz
- Romanschulzia turritoides (Loes.) O.E. Schulz